# حسن قشلاق
حسن قشلاق، روستایی از توابع بخش صالح‌آباد شهرستان بهار در استان همدان ایران است.

## جمعیت
این روستا در دهستان دیمکاران قرار دارد و براساس سرشماری مرکز آمار ایران در سال ۱۳۹۵، جمعیت آن ۱۱۹۱ نفر (۳۷۱خانوار) بوده‌است.